# Buffalo (Dakota del Nord)
Buffalo è un comune (city) degli Stati Uniti d'America della contea di Cass nello Stato del Dakota del Nord. La popolazione era di 188 persone al censimento del 2010. Buffalo è stata fondata nel 1878.

## Geografia fisica
Secondo lo United States Census Bureau, ha un'area totale di 0,23 miglia quadrate (0,60 km²).

## Storia
Il primo insediamento a Buffalo fu creato nel 1878. Un ufficio postale chiamato Buffalo è in funzione dal 1883. Deve il suo nome alla città di Buffalo nello Stato di New York.

## Società

### Evoluzione demografica
Secondo il censimento del 2010, c'erano 188 persone.

### Etnie e minoranze straniere
Secondo il censimento del 2010, la composizione etnica della città era formata dal 92,6% di bianchi, lo 0,5% di afroamericani, l'1,6% di nativi americani, lo 0,5% di asiatici, e il 4,8% di due o più etnie.